# Mapleton (Pennsylvanie)
Pour les articles homonymes, voir Mapleton.
Mapleton est un borough situé au centre-est du comté de Huntingdon, en Pennsylvanie, aux États-Unis,. En 2010, il comptait une population de 441 habitants. Le borough est incorporé le 18 août 1866.

## Démographie
Lors du recensement de 2010, le borough comptait une population de 441 habitants. Elle est estimée, en 2019, à 426 habitants.

### Source de la traduction
- (en) Cet article est partiellement ou en totalité issu de l’article de Wikipédia en anglais intitulé « Mapleton, Pennsylvania » (voir la liste des auteurs).